# UFC on ESPN: Woodley vs. Burns
UFC on ESPN: Woodley vs. Burns (también conocido como UFC on ESPN 9 y UFC Vegas) fue un evento de artes marciales mixtas producido por Ultimate Fighting Championship que tuvo lugar el 30 de mayo de 2020 en las instalaciones de UFC Apex en Enterprise, Nevada, parte del área metropolitana de Las Vegas, Estados Unidos.

## Antecedentes
En medio de la pandemia de COVID-19, este evento estaba previsto inicialmente para el 23 de mayo, pero finalmente se retrasó al 30 de mayo en un lugar aún por determinar. El presidente de la UFC, Dana White, declaró que su intención era que el evento se celebrara en Las Vegas. Sin embargo, si el gobierno del estado de Nevada no permitía que se celebrara el combate debido a las restricciones impuestas en respuesta a la pandemia de COVID-19, entonces buscaría que el evento se celebrara en Arizona en su lugar, ya que el deporte profesional podía volver el 15 de mayo sin la presencia de aficionados. White confirmó el 20 de mayo que el evento se celebraría en las instalaciones del UFC Apex en Las Vegas, a pesar de que la Comisión Atlética del Estado de Nevada (NSAC) no había anunciado oficialmente el permiso para los deportes de combate. La NSAC aprobó el regreso de los eventos de artes marciales mixtas al estado el 27 de mayo.
Durante mucho tiempo se rumoreó que el combate de peso wélter entre el exCampeón de Peso Wélter de la UFC, Tyron Woodley y Gilbert Burns encabezaría el evento. El 22 de mayo, Dana White confirmó el evento principal y toda la cartelera que se transmitirá por ESPN (en Estados Unidos).
Además, el evento incluyó a peleadores que fueron retirados de otros eventos previamente cancelados, así como los siguientes combates:
- Un combate de peso pesado entre el exCampeón de Peso Pesado de la WSOF, Blagoy Ivanov, y Augusto Sakai (programado originalmente para el 9 de mayo en UFC 250 que luego se convirtió en UFC 249).
- Un combate de peso paja femenino entre Mackenzie Dern y Hannah Cifers (programado para UFC Fight Night: Smith vs. Teixeira el 25 de abril).

El 26 de mayo, Kevin Holland se vio obligado a retirarse de su combate de peso wélter contra Daniel Rodriguez debido a una lesión. Fue sustituido por el recién llegado Gabriel Green.
En el pesaje, Brok Weaver pesó 157.5 libras, una libra y media por encima del límite de la división de peso ligero. Se le impuso una multa del 20% de su pago, que fue a parar a manos de su oponente Roosevelt Roberts, y el combate se llevó a cabo en un peso acordado.

## Resultados
1. ↑  Originalmente una victoria por TKO (rodilla al cuerpo y puñetazos) para Hill; anulada después de que diera positivo por marihuana.

## Premios de bonificación
Los siguientes peleadores recibieron bonificaciones de $50000 dólares.
- Pelea de la Noche: Brandon Royval vs. Tim Elliott
- Actuación de la Noche: Gilbert Burns y Mackenzie Dern

## Pagos reportados
La siguiente es la remuneración reportada a los luchadores según lo reportado a la NSAC. No incluye el dinero de los patrocinadores y tampoco incluye las tradicionales bonificaciones de la UFC por "noche de pelea". El pago total revelado para el evento fue de $1,157,000 dólares.
- Gilbert Burns: $164,000 dólares (incluye $84000 dólares de bonificación por la victoria) derr. Tyron Woodley: $200,000 dólares
- Augusto Sakai: $100,000 dólares (incluye $50000 dólares de bonificación por la victoria) derr. Blagoy Ivanov $60000 dólares
- Billy Quarantillo: $24000 dólares (incluye $12000 dólares de bonificación por la victoria) derr. Spike Carlyle: $12000 dólares
- Roosevelt Roberts: $46400 dólares (incluye $22000 dólares de bonificación por la victoria) derr. Brok Weaver: $9600 dólares ^
- Mackenzie Dern: $66000 dólares (incluye $33000 dólares de bonificación por la victoria) derr. Hannah Cifers: $25000 dólares
- Katlyn Chookagian: $120,000 dólares (incluye $60000 dólares de bonificación por la victoria) derr. Antonina Shevchenko: $35000 dólares
- Daniel Rodriguez: $24000 dólares (incluye $12000 dólares de bonificación por la victoria) derr. Gabriel Green: $12000 dólares
- Jamahal Hill: $24000 dólares (incluye $12000 dólares de bonificación por la victoria) derr. Klidson Abreu: $18000 dólares
- Brandon Royval: $24000 dólares (incluye $12000 dólares de bonificación por la victoria) def. Tim Elliott: $31000 dólares
- Casey Kenney: $54000 dólares (incluye $27000 dólares de bonificación por la victoria) derr. Louis Smolka: $48000 dólares
- Chris Gutiérrez: $40000 dólares (incluye $20000 dólares de bonificación por la victoria) derr. Vince Morales: $20000 dólares

^ A Weaver se le impuso una multa del 20% ($2400 dólares) de su bolsa por falta de peso, que fue a parar a Roberts.

## Consecuencias
El 5 de agosto, se anunció que la NSAC emitió suspensiones temporales para Jamahal Hill y Tim Elliott, después de que dieran positivo por marihuana en sus respectivos exámenes previos a la pelea. El 3 de septiembre, la NSAC anunció que la victoria de Hill se anulaba y se convertía en no contest debido a la infracción. Se le suspendió seis meses y se le impuso una multa del 15% de la bolsa de la pelea. Por su parte, Elliott fue suspendido cuatro meses y medio y multado con el 15% de la bolsa de su pelea. La reducción de la suspensión se debió a que el combate se celebró con poca antelación.